# Робокоп 2
„Робокоп 2“ (на английски: RoboCop 2) е американски научнофантастичен филм, продължение на филма „Робокоп“ от 1987 г.

## Сюжет
Внимание:  Текстът по-долу разкрива сюжета на произведението (или части от него)!
Изминали са пет месеца след ликвидирането на Дик Джоунс и Кларънс Бодекър от Робокоп, но неговата работа далеч не е преди края си – престъпността все още е широко разпространена. Детройската полиция излиза на стачка, а Омни Компютърни Системи (OCP), разработва и развива едновременно нов град, който да замести Стар Детройт – Делта Сити и нов робот-полицай, който да въдворява реда и закона там. Но нещата стават и по-лоши, защото навън върлува нова банда, произвеждаща и разпространяваща широкодостъпния, новоразработен наркотик „Нюк“, водена от психично лабилния си лидер, който нарича себе си Кейн. Робокоп и партнъора му Ан Луис, трябва да вдигнат на крака детройтската полиция, да се противопоставят на OCP и да спрат Кейн. Но OCP използват част от тялото на Кейн, в основата на новата си машина за убиване.

## Интересни факти
- Режисьорът Ървин Кършнър заменя Тим Хънтър, който излиза от проекта по време на подготовителния период, поради творчески разногласия.
- Постановката е предложена на норвежкия режисьор Нилс Хауп, но той също се отказва.
- Въпреки че сценарият на Франк Милър се харесва на продуцентите, те скоро разбират, че снимането на филм по него е почти невъзможно. Ето защо сценарият е значително преработен; окончателната му версия няма почти нищо общо с авторската концепция на Милър. През 2003 г., по сценария на Милър е създаден комикс под името „Робокоп на Франк Милър“.
- Питър Уелър (изпълнителят на ролята на Робокоп) е крайно недоволен от сценария на филма и след края на снимките дава обещание повече никога да не излиза на екран в ролята на Робокоп.
- Знамето на OCP много напомня знамето на нацистка Германия – червено платно, в центъра с бял кръг и в кръга – черната емблема на OCP.

## Филми от поредицата за „Робокоп“
Поредицата „Робокоп“ включва 4 филма:
- Робокоп (1987)
- Робокоп 2 (1990
- Робокоп 3 (1993)
- Робокоп (2014)